# Колмениј Манвил
Колмениј Манвил (фр. Colmesnil-Manneville) насеље је и општина у северној Француској у региону Нормандија, у департману Приморска Сена која припада префектури Дјеп.
По подацима из 2011. године у општини је живело 108 становника, а густина насељености је износила 56,54 становника/km². Општина се простире на површини од 1,91 km². Налази се на средњој надморској висини од 70 метара (максималној 90 m, а минималној 77 m).

## Демографија
График промене броја становника у току последњих година